# Bihariosaurus bauxiticus
Bihariosaurus ("ödla från Bihar") var ett släkte av camptosaurider från yngre krita i det som idag är Rumänien. Typarten av denna dinosaurie, Bihariosaurus bauxiticus, beskrevs av Marinescu år 1989. Den liknade till kroppsbyggnaden Camptosaurus och var en iguanodont.
Släktet levde för 145 till 140 miljoner år sedan. Medlemmarna var antagligen växtätare som levde på marken. Enligt uppskattningar blev exemplaren 3,5 meter långa och 370 kg tunga.
Enligt en studie från 2003 är släktets beskrivning inte fullständig. Det kan inte tydligt skiljas från nära släktingar. Fyndplatsen blev efter beskrivningen översvämmad och efter torrläggningen gjordes inga fler fynd.